# Leptolalax melanoleucus
Leptolalax melanoleucus — вид жаб родини азійські часничниці (Megophryidae). 

## Поширення
Цей вид є ендеміком Таїланду, хоча він має відносно широкий ареал поруч з бірманським кордоном у заповіднику Клонг Саєнг (типове місцезнаходження)  у районі Pilok в окрузі Thong Pha Phum.

## Опис
Типова колекція складається з
трьох самців 27-29 мм завдовжки і однієї самиці 33 мм завдовжки. Самці можуть бути знайдені вночі поруч маленьких
струмочків.